# Castillo de Farners
El Castillo de Farners es una construcción románica del siglo XI ubicada en el término municipal de Santa Coloma de Farnés. Aparece documentado en 1046 en el juramento de fidelidad del vizconde Ramón Folc I de Cardona al conde Ramón Berenguer I.
El castillo era un feudo del vizcondado de Cardona y la castellanía la ostentaron la familia Farners hasta el siglo XIII, en que pasó a los Vilademany. En 1240 Pedro Ramón de Vilademany lo cedió en testamento a su hijo Arnau, y señaló la dependencia señorial al vizconde Ramón Folc IV de Cardona. Hubo discrepancias a finales del siglo XIII entre la soberanía que ejercía el rey Pedro III de Aragón, que reclamaba la potestad del castillo al vizconde Ramón Folc VI de Cardona, y éste, que se resistía a cederlo, lo que llegó a crear un grave problema de jurisdicción hasta bien pasado el siglo XIV.
El castillo también tuvo episodios destacados en la guerra civil catalana contra Juan II: lo ocuparon los remensas en 1485 y después de la Sentencia Arbitral de Guadalupe volvió a ser ocupado de nuevo por los campesinos condenados, que habían quedado excluidos de los beneficios. Después de Joan Pere de Vilademany pasó a Carles de Vilademany y de Cruïlles, y los últimos señores del patrimonio de los Vilademany fueron los condes de Aranda y su sucesor, el duque de Híjar. Su último uso data del siglo XVIII, cuando fue ocupado por un regimiento borbónico a raíz de la Guerra de Sucesión.

## Arquitectura
El castillo tiene una superficie de 200 m² en planta trapecial irregular. De la primera época constructiva se conservan amplios muro bajos (unos 4 metros, con una ampliación de 2 metros fechada en el siglo XIV-XV) y la torre del homenaje, de 8,40 metros de diámetro, una altura de 12 metros y con la puerta de acceso situada a 7 metros del suelo. El acceso principal del castillo es una puerta al oeste, con arco de medio punto rebajado, protegida por un reducto de 2,75 x 1,75 con tres aspilleras. A tramontana, hay una pequeña puerta que comunica con el Cerro del Viento. Todos los muros están rematados con almenas. Al pie de la cima, donde sube el castillo, hay una pequeña llanura con el Santuario de la Virgen de Farners, original del siglo XIII pero totalmente reconstruida en el XVII.